# Ashfield Green (Mid Suffolk)
Ashfield Green – wieś w Anglii, w hrabstwie Suffolk, w dystrykcie Mid Suffolk. Leży 31 km na północ od miasta Ipswich i 134 km na północny wschód od Londynu.